# Rica Matsumoto
Rica Matsumoto (松本 梨香, Matsumoto Rika, Yokohama, 30 november 1968) is een Japanse (seiyu)actrice en zangeres. Haar naam wordt soms ook getranslitereerd als Rika Matsumoto. Ze is medeoprichter van de anison (anime muziek) band JAM Project.

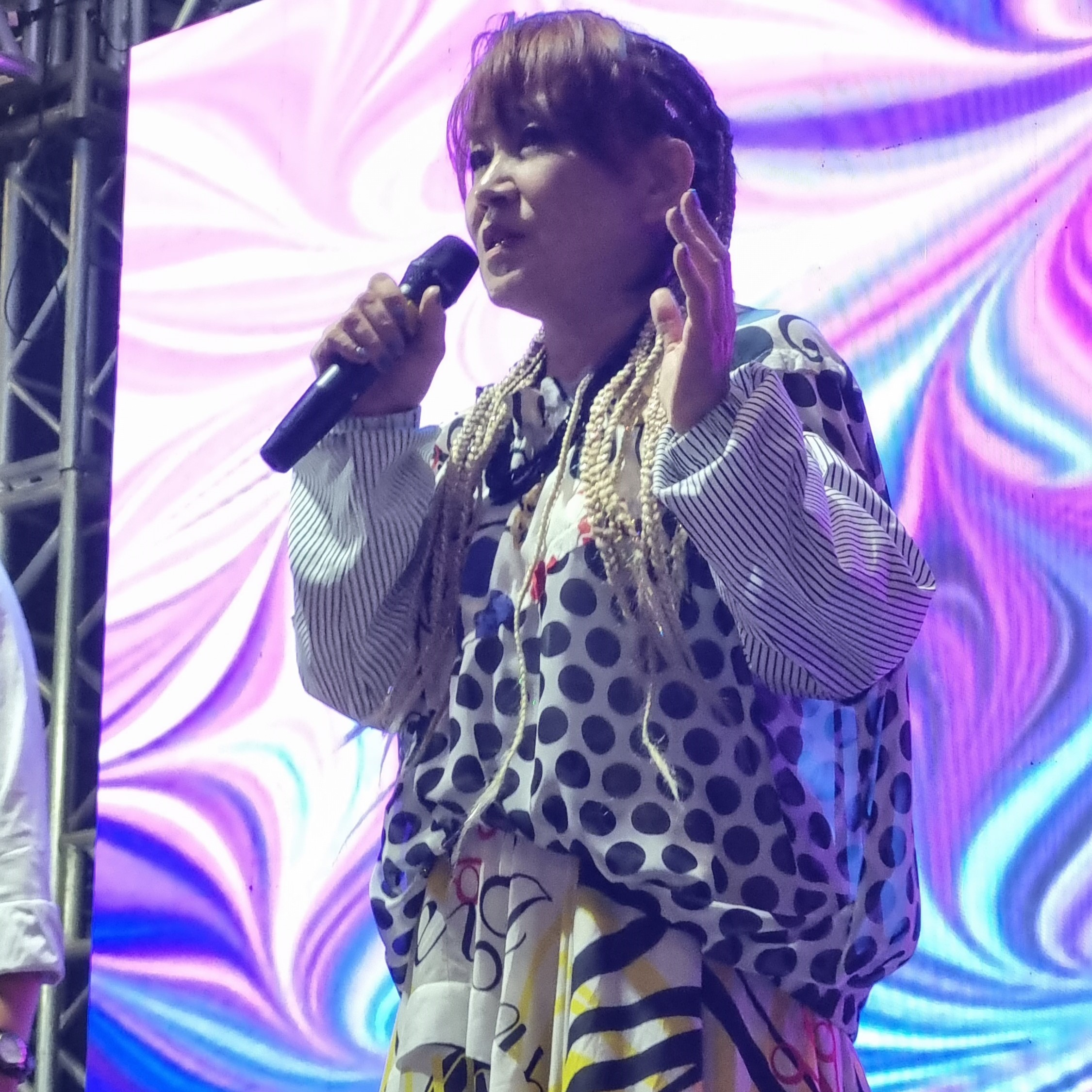
Rica Matsumoto

Matsumoto speelt vaak jongensrollen. Haar populairste rol is Satoshi (Ash Ketchum) uit de animereeks Pokémon. Ze verleende haar stem aan verscheidene openingsgenerieken voor de Pokémon anime. Ze speelde ook mee in Yu-Gi-Oh als Ryo Bakura en Yami Bakura.
Matsumoto speelde mee in verscheidene reeksen, dit zowel in hoofdrollen als nevenpersonages. Ook had ze vroeger een radioshow in Japan en werkt ze mee aan nasynchronisatie voor Amerikaanse films en televisiereeksen. In 2000 was ze een medeoprichter van de band JAM Project. In 2008 kondigde ze aan dat ze stopte met de band om te focussen op haar solocarrière.

## Filmografie

### Televisie animatie
| Jaar | Titel                                                      | Rol                                                                                    | Nota's          |
| ---- | ---------------------------------------------------------- | -------------------------------------------------------------------------------------- | --------------- |
| 1988 | Anpan Man                                                  | Rakugaki Kozo                                                                          |                 |
| 1988 | Osomatsu-kun                                               | Choromatsu Matsuno                                                                     | Debut role      |
| 1988 | Wowser                                                     | Blackie                                                                                |                 |
| 1990 | Anpan Man                                                  | Piano Man                                                                              |                 |
| 1990 | Heisei Tensai Bakabon                                      | Nise Musuko, Kumada-kun, ryokan medewerker, luie huisvrouw, verscheidene andere rollen |                 |
| 1990 | Magical Angel Sweet Mint                                   | Aru, Gureamu                                                                           |                 |
| 1991 | Anpan Man                                                  | Baby Donut                                                                             |                 |
| 1991 | City Hunter '91                                            | Sonya                                                                                  |                 |
| 1991 | Jankenman                                                  | Soccer-kun                                                                             |                 |
| 1991 | Magical Princess Minky Momo                                | kid B                                                                                  |                 |
| 1991 | Marude Dameo                                               | Kanemochi Sugoi, jonge dinosaurus, Prins, dorpsmeisje                                  |                 |
| 1991 | Matchless Raijin-Oh                                        | Jin Hyuga                                                                              | Eerste hoofdrol |
| 1991 | Moero! Top Striker                                         | Julian Ray                                                                             |                 |
| 1992 | Anpan Man                                                  | Natto Man, Shumai Musume, Medamayaki-kun                                               |                 |
| 1992 | The Brave Fighter of Legend Da-Garn                        | Seiji Takasugi                                                                         |                 |
| 1992 | Calimero                                                   | Pankuratcho                                                                            |                 |
| 1992 | Genki Bakuhatsu Ganbaruger                                 | Jin Hyuga                                                                              |                 |
| 1992 | My Patrasche                                               | Jan                                                                                    |                 |
| 1992 | Tekkaman Blade                                             | Rick                                                                                   |                 |
| 1993 | Anpan Man                                                  | Tengu Boy                                                                              |                 |
| 1993 | Mobile Suit Victory Gundam                                 | Haro, Warren Trace, Renda de Paloma                                                    |                 |
| 1993 | Muka Muka Paradise                                         | Hazuki                                                                                 |                 |
| 1994 | Akazukin Chacha                                            | Poppy-kun                                                                              |                 |
| 1994 | Tonde Burin                                                | Keiko Kuroha, Buta Session, Buta Session G                                             |                 |
| 1994 | Yu Yu Hakusho                                              | Kiyoshi Mitarai, Koashura                                                              |                 |
| 1995 | Azuki-chan                                                 | Midori Kodama, Yoko's moeder                                                           |                 |
| 1995 | Mama Loves the Poyopoyo-Saurus                             | Miki Poyota                                                                            |                 |
| 1995 | Ninku                                                      | Fusuke                                                                                 |                 |
| 1996 | Ganba! Fly High                                            | Mariko Sagara                                                                          |                 |
| 1996 | Kaiketsu Zorro                                             | Bernardo                                                                               |                 |
| 1996 | Magical Girl Pretty Sammy                                  | Chihiro                                                                                |                 |
| 1996 | You're Under Arrest                                        | Aoi Futaba                                                                             |                 |
| 1997 | Anpan Man                                                  | Kurukuru Okoma-chan                                                                    |                 |
| 1997 | Pocket Monsters                                            | Satoshi, Sakaki's Persian                                                              |                 |
| 1998 | Bomberman B-Daman Bakugaiden                               | Shuringe                                                                               |                 |
| 1998 | Dokkiri Doctor                                             | Tomoko Asaoka                                                                          |                 |
| 1998 | Hikarian                                                   | Hikarian Star Queen                                                                    |                 |
| 1998 | If I See You in My Dreams                                  | Namiko Isobe                                                                           |                 |
| 1998 | The Kindaichi Case Files                                   | Narumi Fuwa, Reiko Kitami                                                              |                 |
| 1998 | Master Keaton                                              | Ilya                                                                                   |                 |
| 1998 | Outlaw Star                                                | James "Jim" Hawking                                                                    |                 |
| 1998 | Trigun                                                     | Kaite                                                                                  |                 |
| 1999 | Bomberman B-Daman Bakugaiden V                             | Witchy                                                                                 |                 |
| 1999 | Hoshin Engi                                                | Raishinshi                                                                             |                 |
| 1999 | Now and Then, Here and There                               | Sis                                                                                    |                 |
| 1999 | Pocket Monsters: Episode Orange Archipelago                | Satoshi, Sakaki's Persian                                                              |                 |
| 1999 | Pocket Monsters: Episode Gold & Silver                     | Satoshi, Sakaki's Persian                                                              |                 |
| 2000 | Case Closed                                                | Ritsuko Usui                                                                           |                 |
| 2000 | Hidamari no Ki                                             | Okon                                                                                   |                 |
| 2000 | Lupin III: $1 Money Wars                                   | Sandy Fishburne                                                                        |                 |
| 2000 | Mon Colle Knights                                          | Flame Angel                                                                            |                 |
| 2000 | Mewtwo! I Am Here                                          | Satoshi, Sakaki's Persian                                                              |                 |
| 2000 | Rerere no Tensai Bakabon                                   | Momotaro, Non-chan                                                                     |                 |
| 2000 | Vandread                                                   | Fanieta                                                                                |                 |
| 2001 | Captain Tsubasa                                            | Kojiro Hyuga                                                                           | Als jongen      |
| 2001 | Star Ocean EX                                              | Opera Vectra                                                                           |                 |
| 2001 | You're Under Arrest Second Season                          | Aoi Futaba                                                                             |                 |
| 2001 | Yu-Gi-Oh! Duel Monsters                                    | Ryo Bakura (Yami Bakura/Dievenkoning Bakura)                                           |                 |
| 2002 | Bomberman Jetters                                          | Misty                                                                                  |                 |
| 2002 | Case Closed                                                | Reiko Kujo                                                                             |                 |
| 2002 | Dragon Drive                                               | Mukai                                                                                  |                 |
| 2002 | Fortune Dogs                                               | Pochi                                                                                  |                 |
| 2002 | Gun Frontier                                               | Sinunora                                                                               |                 |
| 2002 | Hanada Shonen Shi                                          | Jiro, Yohei, Madame Katherine, Satsuki Baa-san, Yoshiko's vriend                       |                 |
| 2002 | Pocket Monsters Side Stories                               | Satoshi, Sakaki's Persian                                                              |                 |
| 2002 | Pocket Monsters: Advanced Generation                       | Satoshi, Sakaki's Persian                                                              |                 |
| 2002 | You're Under Arrest                                        | Aoi Futaba                                                                             |                 |
| 2003 | Astro Boy                                                  | Rin                                                                                    |                 |
| 2003 | Case Closed                                                | Jun Kataoka                                                                            |                 |
| 2003 | Machine Robo Rescue                                        | Chāmī Sato                                                                             |                 |
| 2003 | Ninja Scroll                                               | Nekome                                                                                 |                 |
| 2004 | Gokusen                                                    | Shizuka Fujiyama                                                                       |                 |
| 2004 | Gravion Zwei                                               | Dr. Barnett                                                                            |                 |
| 2004 | The Prince of Tennis                                       | Hanna                                                                                  |                 |
| 2005 | Black Jack                                                 | Jun, Satoru                                                                            |                 |
| 2005 | Naruto                                                     | Suzume-bachi                                                                           |                 |
| 2005 | Oku-sama wa Maho Shojo: Bewitched Agnes                    | Freya                                                                                  |                 |
| 2005 | Paradise Kiss                                              | Koizumi-kun                                                                            |                 |
| 2006 | Majime ni Fumajime Kaiketsu Zorori                         | Mirai Saeda                                                                            |                 |
| 2006 | The Mastermind of Mirage Pokémon                           | Satoshi                                                                                | TV special      |
| 2006 | Pocket Monsters: Diamond and Pearl                         | Satoshi, Sakaki's Persian                                                              |                 |
| 2007 | MapleStory                                                 | Puudou                                                                                 |                 |
| 2007 | Neuro: Supernatural Detective                              | Ayumi Kaku (Hysteria)                                                                  |                 |
| 2007 | Sgt. Frog                                                  | Yamato                                                                                 |                 |
| 2007 | You're Under Arrest: Full Throttle                         | Aoi Futaba                                                                             |                 |
| 2008 | Atashin'chi                                                | Monta                                                                                  |                 |
| 2009 | Chi's Sweet Home: Chi's New Address                        | Tora                                                                                   |                 |
| 2010 | Pocket Monsters: Best Wishes!                              | Satoshi, Sakaki's Persian                                                              |                 |
| 2012 | Stitch! ~ Best Friends Forever ~                           | Zuruko (Tsuruko Sasuga)                                                                |                 |
| 2012 | Stitch! ~ The Mischievous Alien's Great Adventure ~        | Zuruko (Tsuruko Sasuga)                                                                |                 |
| 2012 | Super Robot Wars Original Generation: The Inspector        | Carla Borgnine                                                                         |                 |
| 2012 | Humanity Has Declined                                      | Doc                                                                                    |                 |
| 2012 | Pocket Monsters: Best Wishes! Season 2                     | Satoshi, Sakaki's Persian                                                              |                 |
| 2012 | Stitch and the Planet of Sand                              | Zuruko (Tsuruko Sasuga)                                                                |                 |
| 2013 | Pocket Monsters: Best Wishes! Season 2: Episode N          | Satoshi, Sakaki's Persian                                                              |                 |
| 2013 | Pocket Monsters: Best Wishes! Season 2: Decolora Adventure | Satoshi, Sakaki's Persian                                                              |                 |
| 2013 | Pocket Monsters: XY                                        | Satoshi                                                                                |                 |
| 2015 | Panpaka Pants                                              | Silky                                                                                  |                 |
| 2015 | Pocket Monsters: XY&Z                                      | Satoshi                                                                                |                 |
| 2016 | Pocket Monsters: Sun & Moon                                | Satoshi                                                                                |                 |

### Original video animation (OVA)
- Moldiver (1993) - Nozomu Ozora
- Dirty Pair Flash (1994-1996) - Kei
- Phantom Quest Corp (1994-1995) - Ayaka Kisaragi
- Ruin Explorers (1995-1996) - Rasha
- Miyuki-chan in Wonderland (1995) - Sumire-chan
- Magical Girl Pretty Sammy (1995) - Chihiro
- Fake (1996) - Bikky
- Shamanic Princess (1996-1998) - Japolo
- Sol Bianca: The Legacy (1999-2000) - April

### Animatiefilms
- Metropolis (2001) (Vrouwelijke klant)
- Piano no Mori (2007 (Daigaku Kanehira)
- Roujin Z (1991) (Chie Sato)
- Taiho Shichauzo the Movie (1999) (Aoi Futaba)
- Hunter x Hunter (1998) (Gon Freecss)
- Perfect Blue (1998) (Rumi)
- Pocket Monsters films (1998-) (Satoshi)
- Yu-Gi-Oh!: The Dark Side of Dimensions (Bakura) (2016)[4]
- DC Super Heroes vs. Eagle Talon (2017) (Wonder Woman)[5]

### Computerspellen
- GeGeGe no Kitaro: Gyakushu! Yoma Dai Kessen (xxxx) (Kitaro)
- GeGeGe no Kitaro: Ibun Yokai Kitan (xxxx) (Kitaro)
- GeGeGe no Kitaro: Kikiippotsu! Yokai Retto (xxxx) (Kitaro)
- Super Robot Wars Original Generations (xxxx, PlayStation 2) (Ricarla Borgnine)
- Lunar 2: Eternal Blue (1994) (Nall)
- Shinsetsu Samurai Spirits Bushido Retsuden (1997) (Rashojin Mizuki)
- Haunted Junction (1997, PlayStation) - Asahina Mutsuki
- Brave Fencer Musashi (1998) (Musashi)
- Maria 2: Jutaikokuchi no Nazo (1999) (Maria Kunitoma)
- Super Robot Wars Alpha (2000, PlayStation) (Ricarla Borgnine)
- Kingdom Hearts II (2005) (Megara)
- Mario Kart Arcade GP DX (2013) (Announcer)
- Mobile Suit Gundam: Extreme Vs. Maxi Boost (2015) (Shiro Kyoda)
- Mobile Suit Gundam: Extreme Vs. Maxi Boost ON (2016) (Shiro Kyoda)

### Tokusatsu
- Kousoku Sentai Turboranger (1989) (Bell Chime Boma (ep. 27), Amulet Boma (ep. 31))
- The Mobile Cop Jiban (1989) (Reporter (Actor) (ep. 9), Monster Cosmo (voice) (ep. 46))
- Chikyuu Sentai Fiveman (1990) (Arthur G6)
- Choujin Sentai Jetman (1991) (Trash Dimension (ep. 21))
- Kyoryu Sentai Zyuranger (1992) (Dora Laygor (ep. 33))
- Engine Sentai Go-onger (2008) (Savage Land Barbaric Machine Beast Boseki Banki (ep. 22))
- Unofficial Sentai Akibaranger (2012) (Masako "Miyabi" Yamada)

### Nasynchronisatie

#### Live-action
- Patricia Arquette
  - True Romance (Alabama Whitman)
  - Holy Matrimony (Havana)
  - Flirting with Disaster (Nancy Coplin)
  - Nightwatch (Katherine)
  - Bringing Out the Dead (Mary Burke)
  - Little Nicky (Valerie Veran)
  - Human Nature (Lila Jute)
  - Holes (Katherine "Kissin' Kate" Barlow)
  - Medium (Allison Dubois)
  - Boyhood (Olivia Evans)
  - CSI: Cyber (Avery Ryan)
- Drew Barrymore
  - Bad Girls (1997 TV Asahi uitgave) (Lily Laronette)
  - Ever After (Danielle De Barbarac)
  - Never Been Kissed (Josie Geller)
  - Charlie's Angels (Dylan Sanders)
  - Riding in Cars with Boys (Beverly Ann "Bev" Donofrio)
  - Charlie's Angels: Full Throttle (Dylan Sanders)
  - 50 First Dates (Lucy Whitmore)
  - Fever Pitch (Lindsey Meeks)
- Renée Zellweger
  - A Price Above Rubies (Sonia Horowitz)
  - The Bachelor (Anne Arden)
  - Bridget Jones's Diary (Bridget Jones)
  - Chicago (Roxanne "Roxie" Hart)
  - Bridget Jones: The Edge of Reason (Bridget Jones)
  - Cinderella Man (Mae Braddock)
  - Leatherheads (Lexie Littleton)
  - Bridget Jones's Baby (Bridget Jones)
- Sandra Bullock
  - Demolition Man (1997 TV Asahi uitgave) (Lieutenant Lenina Huxley)
  - Speed (1998 TV Asahi uitgave) (Annie Porter)
  - The Net (TV Asahi uitgave) (Angela Bennett)
  - Miss Congeniality (2005 NTV uitgave) (Gracie Hart)
  - Crash (Jean Cabot)
  - Miss Congeniality 2: Armed and Fabulous (2008 NTV uitgave) (Gracie Hart)
- Reese Witherspoon
  - Pleasantville (Jennifer)
  - Little Nicky (Holly)
  - Legally Blonde (Elle Woods)
  - Sweet Home Alabama (Melanie "Carmichael" Smooter Perry)
  - Legally Blonde 2: Red, White & Blonde (Elle Woods)
  - This Means War (Lauren Scott)
- Juliette Lewis
  - Cape Fear (Danielle Bowden)
  - The Basketball Diaries (Diane Moody)
  - From Dusk till Dawn (Kate Fuller)
  - The Way of the Gun (Robin)
- All the Right Moves (1991 NTV uitgave) (Lisa Lietzke (Lea Thompson))
- Big Eyes (Margaret Keane (Amy Adams))
- Blue Velvet (TV Tokyo uitgave) (Sandy Williams (Laura Dern))
- Bram Stoker's Dracula (1995 TV Asahi uitgave) (Mina Harker (Winona Ryder))
- Dinosaurs (Charlene Sinclair)
- Father of the Bride (1991 film)|Father of the Bride (Annie Banks (Kimberly Williams-Paisley))
- Father of the Bride Part II (Annie Banks-Mackenzie (Kimberly Williams-Paisley))
- Friday the 13th Part VIII: Jason Takes Manhattan (J.J. (Saffron Henderson))
- Selena (Selena (Jennifer Lopez))
- Ted (Norah Jones)
- The Terminator (2003 TV Tokyo uitgave) (Sarah Connor (Linda Hamilton))
- Beverly Hills, 90210 (Kelly Taylor (Jennie Garth))

#### Animatie
- Angela Anaconda (Angela Anaconda)
- The Fox and the Hound 2 (Dixie)
- The Land Before Time (Cera)
- The Road to El Dorado (Chel)
- Sonic SatAM (Bunnie Rabbot)
- Super Robot Monkey Team Hyperforce Go! (Chiro)
- Thumbelina (Mrs. Toad)
- The Magic Lollipop Adventure (Glider)

## Discografie

### Albums
| Titel                                                                            | Uitgave           | Label                    | Formaat              | Catalogus #  | Positie | Verkoop | Nota's                      |
| -------------------------------------------------------------------------------- | ----------------- | ------------------------ | -------------------- | ------------ | ------- | ------- | --------------------------- |
| Cluster                                                                          | April 28, 1993    | EMI Music Japan          | CD                   | TYCY-5301    | —       |         | [ 7 ]                       |
| 華の宴 (Hana no Utage)                                                           | 19 mei, 1993      | EMI Music Japan          | CD                   | TYTY-5302    | —       |         | [ 8 ]                       |
| Destiny                                                                          | 12 juli 1995      | Pioneer LDC              | CD                   | PICA-1067    | —       |         | [ 9 ]                       |
| Rica the Best                                                                    | 23 mei 2001       | VAP                      | CD                   | VPCD-81374/5 | —       |         | 2 CDs                       |
| まんまる (Manmaru)                                                               | 30 september 2009 | Sound Mission Label      | CD                   | ZMCZ-5087    | —       |         | [ 11 ]                      |
| 松本梨香が歌うポケモンソングベスト (Matsumoto Rika ga Utau Pokemon Songu Besuto) | 16 juli 2011      | Kadokawa / Media Factory | CD, digital download | ZMCP-7317    | #85     |         | 7 weken op de Oricon charts |

### Andere liedjes
- Get a Dream (Openingsgeneriek voor Sunrise Eiyuutan/Sunrise Eiyuutan R)
- Alive A life (Openingsgeneriek voor Kamen Rider Ryuki, Remix tracks van Rider Chips' Song Attack Ride Vol.1)
- Mezase Pokémon Master (Openingsgeneriek voor Pokémon)
- Mezase Pokémon Master 2001 (Openingsgeneriek voor Pokémon Movie 4: Serebii Toki wo Koeta Deai)
- Mezase Pokémon Master 2002 (Openingsgeneriek voor Pokémon Movie 5: Mizu no Miyako no Mamori Gami - Latias to Latios)
- Pocket ni Fantasy (Eindgeneriek voor Pokémon), samen met Mayumi Iizuka
- Oyasumi, Boku no Pikachu (van het Mezase Pokémon Master album)
- Pokémon Master e no Michi (van het Pokémon Rocket Gang! It's a White Tomorrow! CD drama)
- Type: Wild (Eindgeneriek voor Pokémon)
- Rivals! (Openingsgeneriek voor Pokémon)
- Minna de Aruko! (van het Pokémon Riding on Lapras album)
- Minna ga Itakara (Lied voor Pokémon Movie 2: Maboroshi no Pokémon: Lugia Bakutan)
- OK! (Openingsgeneriek voor Pokémon)
- OK! 2000 (Openingsgeneriek voor Pokémon Movie 3: Kesshou Tou no Teiou: Entei)
- Challenger! (Openingsgeneriek voor Pokémon: Advanced Generation)
- SPURT! (Openingsgeneriek voor Pokémon: Advanced Generation)
- High Touch! (Openingsgeneriek voor Pokémon Diamond and Pearl, samen met Megumi Toyoguchi)
- High Touch! 2009 (Openingsgeneriek voor Gekijouban Pocket Monsters Diamond and Pearl: Arceus Choukoku no Jikuu e)
- Burning Soul (Hyuga Kojiro lied voor de Captain Tsubasa: Road to 2002 Song Of Kickers CD)
- Chiisana Dai Bouken (Openingsgeneriek voor Chi's Sweet Home: Chi's New Address)
- Best Wishes! (Openingsgeneriek voor Pokémon: Best Wishes!)
- In Your Heart (Van Ultraman Neos), samen met Project DMM
- Yajirushi ni Natte! (Openingsgeneriek voor Pokémon: Best Wishes! Season 2)
- Yajirushi ni Natte! 2013 (Openingsgeneriek voor Pokémon: Best Wishes! Season 2 Episode N)
- V (Alternate Version) (Openingsgeneriek voor Pokémon XY)
- XY&Z (Openingsgeneriek voor Pokémon XY&Z)
- Alola (Openingsgeneriek voor Pokémon Sun & Moon)
- Mezase Pokémon Master 20th Anniversary (Openingsgeneriek voor Pokémon Sun & Moon en voor Pokémon Movie 20: I Choose You!)

- International Standard Name Identifier: 0000 0003 7282 0393
- Library of Congress Control Number: no2012145844
- MusicBrainz: d90cf71a-3f44-4612-9f8b-4578823bce6b
- Virtual International Authority File: 286544500
- WorldCat: E39PBJvCWpbjKwJmXGVd6KRFrq